# Abrash

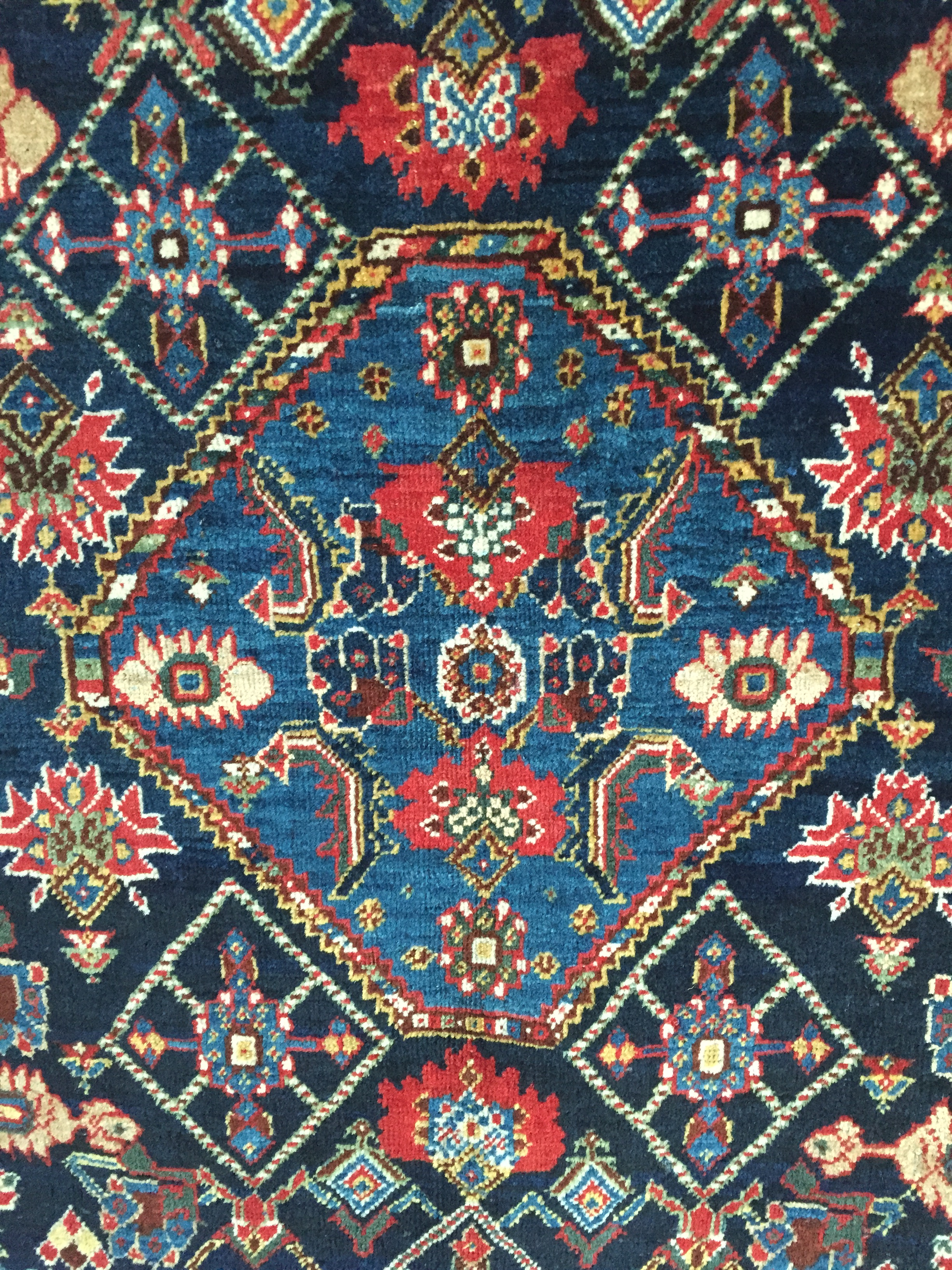
Färgvariationer i blått i matta från södra Iran, förmodligen Qashqai, från sent 1800-tal

Abrash är skiftningar av färger som ofta uppstår vid hantverksproduktion av nomadmattor, när ullen har färgats med vegetariska färgämnen, eller när färgbaden är så små att ull i samma fält i mattan kommer från olika bad, kan färgen variera. Abrash uppstår när vävarna inte har tillräckligt med antingen ull eller färgämne för att kunna färga allt garn till en matta på en gång, och där garn från senare färgningar inte fått samma färgnyans som den första. De förekommer oftast som skiftningar i horisontella band på mattan.
Abrash är ursprungligen ett turkiskt eller arabiskt ord som betyder brokig eller fläckig.
Abrash kan också vara medvetet åstadskommen för att få mattan att efterlikna färgvariationer i äldre mattor.